# Scoliocentra amplicornis
Scoliocentra amplicornis är en tvåvingeart som först beskrevs av Leander Czerny 1924.  Scoliocentra amplicornis ingår i släktet Scoliocentra och familjen myllflugor. Arten är reproducerande i Sverige. Inga underarter finns listade i Catalogue of Life.